# キリバス語
キリバス語（キリバスご、またはギルバート語、キリバス語: Te taetae ni kiribati）は、オーストロネシア語族マレー・ポリネシア語派大洋州諸語ミクロネシア諸語に属するVOS型言語である。主にギルバート諸島（キリバス）で話されるほか、フィジー、マーシャル諸島、ナウル、ソロモン諸島、ツバル、バヌアツといった周辺のミクロネシア、ポリネシア諸国でも話されている。
キリバス語は英語とともにキリバス共和国の公用語に定められており、これは1979年7月12日の憲法（第127条）で実質的に認められている。

## 概要
言語名にもなっているキリバス（Kiribati）という名称は、1788年にキリバスの島々を通過したトマス・ギルバートに由来しており、ヨーロッパ人の一般的な名前である「ギルバート（Gilbert）」をキリバス語読みしたものである。キリバス語の ti は歯擦化して語末では「ス」のように発音されるので、Kiribatiは「キリバティ」ではなく「キリバス」となる。
正式名称は te taetae ni Kiribati（キリバス語）だが、一般名は te taetae n aomata（民衆の言語）である。
ISO 639による言語コードはgilである。2字の言語コードは定められていない。

## 歴史
ギルバート諸島のいくつかの島々は当初、1765年にニクナウで船に乗ったジョン・バイロンを始めとしたヨーロッパ人よって、キングスミル（Kingsmill）またはキングスミル諸島（Kings Mill Islands）と名付けられていた。しかし、1788年にジョン・マーシャルとともにこれらの島々を通過したトマス・ギルバートにちなみ、1820年にアダム・ヨハン・フォン・クルーゼンシュテルンによってフランス語で「ギルバート島（le îles Gilbert）」と改名された。1820年代に捕鯨や石油取引をきっかけとしてヨーロッパ人や中国人が頻繁にこの島を訪れていたため、キリバス語はヨーロッパ人に学習されるようになった。
1845年にコルベット艦ル・ライン号はギルバート諸島のタビテウエア近くにあるクリア環礁に漂着した。この軍艦に乗っていた補助外科医によって、1847年に『Revue coloniale』（フランス語）においてキリバス語の語彙リストが初めて出版された。その後、1860年代にヒラム・ビンガム2世がアベイアンで宣教活動を開始した頃に、現在の正書法が用いられ始めた。ビンガムはキリスト教聖書をキリバス語に翻訳した最初の人物であり、その他にも数冊の賛美歌集、辞書、解説書を執筆した。
キリバス語に関する包括的な記述は、カトリックの司祭であるエルネスト・サバティエの『Dictionnaire gilbertin-français』(981ページ、1952-1954年)で発表された後に、南太平洋委員会の協力を得てシスター・オリヴィアによって英訳された。

## 系統
キリバス語はミクロネシア諸語に属する中核ミクロネシア諸語に分類され、マックス・プランク進化人類学研究所および語彙統計学研究もこれを支持している。中核ミクロネシア諸語にはミクロネシア連邦コスラエ島で話されるコスラエ語、マーシャル諸島で話されるマーシャル語、ミクロネシア西方で話されるチューク・ポナペ諸語が含まれる。ただし、ポリネシア諸語、特にツバル語から長い間影響を受けているため、他の「典型的な」ミクロネシア諸語とは音韻論、語彙、形態論、統語論的特徴に関して差異が見られる。

### 音韻対応
ミクロネシア諸語のうちナウル語を除いた中核ミクロネシア諸語から、語彙を比較することによりミクロネシア祖語が再建されている。この再建においては、キリバス語は中核ミクロネシア諸語に属する中央ミクロネシア諸語に分類される。
| オセアニア祖語       | *mp | *mp,ŋp | *p | *m | *m,ŋm | *k    | *ŋk | *ŋ | *j | *w  | *t    |    | *s,nj | *ns,j | *j | *nt,nd | *d,R | *l | *n | *ɲ |
| ミクロネシア祖語     | *p  | *pʷ    | *f | *m | *mʷ   | *k    | *x  | *ŋ | *j | *w  | *t    | *T | *s    | *S    | *Z | *c     | *r   | *l | *n | *ɲ |
| 中央ミクロネシア祖語 | *p  | *pʷ    | *f | *m | *mʷ   | *k    | *x  | *ŋ | *j | *w  | *t    | *T | *s    | *s    | *z | *c     | *r   | *l | *n | *ɲ |
| キリバス語           | *p  | *pʷ    | *∅ | *m | *mʷ   | *k,∅1 | *∅  | *ŋ | *∅ | *βʷ | *t,∅2 | *t | *r    | *r    | *r | *r     | *∅   | *n | *n | *n |

1 ミクロネシア祖語の /*t/ を反映する場合がある。
2  ミクロネシア祖語の /*k/ を反映する場合がある

## 話者人口と方言
キリバス在住の11万人のうち96%以上がキリバス語を使用している。キリバス語はヌイ環礁（ツバル）、ラビ島（フィジー）、フェニックス諸島入植計画の後に移住した島々（ソロモン諸島チョイスル州、バヌアツ）、及びニュージーランド、ハワイの住民にも話されている。
太平洋地域の他の言語とは異なり、ほとんどの話者が日常的に使用している。また、キリバスに住む人の97％がキリバス語を読解し、80％が英語を読解できる。

### 各国のキリバス語話者人口
1. キリバス（110,000人、2015年[11]）
2. フィジー（5,300人、1988年[11]）
3. ソロモン諸島（4,870人、1999年[11]）
4. ニュージーランド（2,115人、2013年[12]）
5. ツバル（870人、1987年[11]）
6. ナウル（500人、2011年[13]）
7. バヌアツ（400人）
8. ハワイ（141人、2010年）

### 方言
キリバス語の方言は北部方言と南部方言に大きく分けられる。北部方言はギルバート諸島北部（アラヌカ以北）とマーシャル諸島ミリ環礁で、南部方言はギルバート諸島南部（ノノウシ以南）、ライン諸島、ソロモン諸島で使用される。また、バヌアツなどのキリバス国外では北部方言と南部方言の両方が話されている。両方言の間には一部の語彙に関して発音に差異がある。

## 音韻論
キリバス語には10種類の子音と5種類の母音がある。長年にわたってポリネシア諸語の影響を受けているため、ナウル語やマーシャル語などのミクロネシア諸語と比して音韻体系が簡素化されている。以下の表はキリバス語の音韻構造である。

### 母音
|      | 前舌      | 中舌      | 後舌      |
| ---- | --------- | --------- | --------- |
| 狭   | i /i/     |           | u /u/     |
| 中央 | e /e/     |           | o /o/     |
| 広   | a /æ~ä~ɔ/ | a /æ~ä~ɔ/ | a /æ~ä~ɔ/ |

日本語と同様に母音の長短を区別し、長母音は ii, ee, aa, oo, uu のように母音字を2つ続けて表記する。また、ao、aeの母音連続となる場合それぞれ[ɔo]、[æe]に近い音で発音されるが、aに後続するo、eが明瞭に発音されず[ɔ]、[æ]のように聞こえる場合がある。

### 子音
| 主要調音 | 両唇音 | 両唇音  | 歯音  | 軟口蓋音 |
| 副次調音 | plain  | lab.    | 歯音  | 軟口蓋音 |
| -------- | ------ | ------- | ----- | -------- |
| 鼻音     | m /mʲ/ | mw /mˠ/ | n /n/ | ng /ŋ/   |
| 破裂音   | b /pʲ/ | bw /pˠ/ | t /t/ | k /k/    |
| はじき音 |        |         | r /ɾ/ |          |
| 摩擦音   |        | w /βˠ/  |       |          |

キリバス語の子音には以下のような特徴がある。
- キリバス語の鼻音は、日本語と同様に長短を区別する。例：newe /newe/ 「ネウェ」（舌）、nnewe /nːewe/ 「ンネウェ」（ロブスター）。鼻音の長子音はそれぞれ mm, mmw, nn, ngng（あるいは ngg, ngk）のように表記する。
- t は i が後続する時のみ [s] の音になる。つまり、 ti は [si] のように発音される。母音が後続する場合や音節末では、単に ti で [s] となる場合もある。また、北部方言では u が後続する時も歯擦音化するため、tu は [su] のように発音される。
- w には a, e, i のみが後続し、u, o は後続しない[19]。

上述のように母音と鼻音には長短の区別があるため、ana /ana/ (三人称独立所有格)、aana /aːna/ (底面)、 anna /anːa/ (乾燥地帯)は全て区別される。その他の最小対には以下のようなものがある。
| 短音           | 日本語             | 長音              | 日本語              |
| -------------- | ------------------ | ----------------- | ------------------- |
| te ben /tepen/ | 成熟したココナッツ | te been /tepeːn/  | ペン                |
| ti /ti/        | 我々               | tii /tiː/         | 〜だけ              |
| on /on/        | 満ちている         | oon /oːn/         | 亀                  |
| te atu /atu/   | 束                 | te atuu /atuː/    | 頭                  |
| tuanga /twaŋa/ | 伝える             | tuangnga /twaŋːa/ | （彼/彼女に）伝える |

### 音節・モーラ・アクセント
キリバス語の音節には、V'、V'N、NV'、NV'N、CV'、CV'N、NCV'、NCV'Nがある。ただし、Vは1〜3つの母音（CV'の時にのみ、CVːVVが許される）、Cは鼻音以外の子音、Nは鼻音を表す。したがって各音節は母音もしくは鼻音で終わるが、借用語中の音節が子音で終わることもある。
なお、キリバス語はモーラ言語であるため、例えば、(C)V(C)V、(C)Vː、(C)VN、NCVは全て2拍で発音される。アクセントは音節ではなく拍に付加される。

## 統語論
以下、文法事項の説明に際して特に断りのない限り南部方言を対象とする。
キリバス語はVOS型言語であるが、しばしば文頭に主格人称代名詞が置かれ、動詞の人称接辞のような役割を果たす。また、pro-drop言語であるため必ずしも主語（動作主）を明示する必要はなく、例文(1b)のような表現が可能である。
| (1a) | E            | nakonako | teuaarei |
|      | 3sg          | 歩く     | あの男   |
|      | あの男は歩く |          |          |

| (1b) | E        | nakonako |
|      | 3sg      | 歩く     |
|      | 彼は歩く |          |

またコピュラは存在しないため、2つの名詞の同値関係を述べたい場合は名詞をそのまま連続に並べる。ただし、日本語とは語順が逆になることもある。
| (2) | Te               | tia mmwakuri | teuaarei |
|     | art              | 者-労働      | あの男   |
|     | あの男は労働者だ |              |          |

接続詞 ao「かつ」、ma「かつ / しかし」、ke「または」は、名詞と名詞、動詞と動詞、文と文の並列に使用することができる。
| (3a) | A                            | nakon | te  | titooa | Tiaon  | ao | Meere    |
|      | 3pl                          | 行く  | art | 店     | ジョン | と | メアリー |
|      | ジョンとメアリーは店に行った |       |     |        |        |    |          |

| (3b) | E                          | kakarianau | ma     | n          | tikiraoi     |
|      | 3sg                        | 背が高い   | しかし | 〜において | 顔立ちがいい |
|      | 彼は背が高いが顔立ちがいい |            |        |            |              |

| (3c) | E                                  | na  | kabooaki | te  | iriko | ke     | N   | na  | nako | n          | akawa      |
|      | 3sg                                | fut | 買う     | art | 肉    | または | 1sg | fut | 行く | 〜において | 釣りをする |
|      | 彼が肉を買うか、私が釣りをしに行く |     |          |     |       |        |     |     |      |            |            |

## 形態論

### 名詞

#### 冠詞
一部の名詞（世界で唯一の存在だと考えられているもの）を除き、単数名詞句には冠詞 te を付加しなければならない。複数名詞句には冠詞を付けても付けなくてもよい。なお、キリバス語の冠詞は名詞句の定性を表すものではない。名詞の定性を表す場合は、中称単数関係代名詞を用いる。
|      | 単数 | 複数  |
| ---- | ---- | ----- |
| 冠詞 | te   | taian |

なお、冠詞 te には動詞や形容詞を名詞化する働きがある。
- nako （行く）→ te nako （外出）
- uraura （赤）→ te uraura （赤さ）
- katanoata （発行する）→ te katanoata （発行）

#### 人称代名詞
キリバス語の代名詞は格によって語形が異なる。なお、対格については動詞に対格接尾辞を付加することで表す。
|            | 主格 | 強調/独立主格 | 独立所有格 |
| ---------- | ---- | ------------- | ---------- |
| 一人称単数 | I, N | ngai          | au         |
| 二人称単数 | ko   | ngkoe         | am         |
| 三人称単数 | e    | ngaia         | ana        |
| 一人称複数 | ti   | ngaira        | ara        |
| 二人称複数 | kam  | ngkamii       | amii       |
| 三人称複数 | a    | ngaiia        | aia        |

一人称単数主格代名詞は I と N の２種類存在し、 na(will), nang(about to) が続く時のみ N を用い、それ以外は I を用いる。また、常に'I', 'N'のように大文字で表記される。

#### 指示語[28]
日本語同様、近称・中称・遠称（これ・それ・あれ）の区別がある。
|      | （指示限定詞） | （指示限定詞） | 男性     | 男性     | 女性    | 両性     | 人間以外  | 人間以外 |
| 単数 | 複数           | 単数           | 複数     | 単数     | 複数    | 単数     | 複数      |          |
| ---- | -------------- | -------------- | -------- | -------- | ------- | -------- | --------- | -------- |
| 近称 | aei            | aikai          | teuaaei  | uaakai   | neiei   | naakai   | te baei   | baikai   |
| 中称 | anne           | akanne         | teuaanne | uakanne  | neienne | naakanne | te baenne | baikanne |
| 遠称 | arei           | akekei         | teuaarei | uaakekei | neierei | naakekei | te baerei | baikekei |

#### 関係代名詞[29]
|      | 単数 | 複数  |
| ---- | ---- | ----- |
| 近称 | ae   | aika  |
| 中称 | ane  | akana |
| 遠称 | are  | ake   |

先行詞は主格と対格の両方が取れるが、対格が先行詞の場合は関係節中の動詞に適切な対格接尾辞を付ける必要がある。キリバス語の関係代名詞は時間的・空間的に近・中・遠の３段階を区別する。また、中称を用いて定性を表す場合がある。

#### 所有表現
所有表現を表すには、独立所有格代名詞を名詞に前置する方法、被所有名詞語尾に所有格接尾辞を付加する方法の2種類がある。
|              | 独立所有格 | 所有格接尾辞 |
| ------------ | ---------- | ------------ |
| 一人称単数   | au         | -u           |
| 二人称単数   | am         | -m           |
| 三人称単数   | ana        | -na          |
| 一人称複数   | ara        | -ra          |
| 二人称複数   | amii       | -mii         |
| 三人称複数   | aia        | -ia          |
| （一般名詞） | -          | -n           |

譲渡不可能なものには所有格接尾辞、そうでないものには独立所有格が用いられる。
- baiu 「私の腕」
- au auti 「私の家」

一般名詞の所有を表す場合は、被所有名詞に -n を付加する。
- tabukin te auti 「家の屋根（単数）」
- tabukin auti 「家の屋根（複数）」
- tabukin ana auti 「彼の家の屋根」

### 動詞・形容詞
キリバス語の動詞は、主語による人称変化、時制、数、態による変化をしない。また、動詞と形容詞に形態的な区別がない（形容詞は自動詞扱い）。
一部の副詞を動詞の前に置くことで時制や相を明示することができる。無標の場合、現在か過去かは文脈により判断される。
- a （未完了）
- tabe n （継続）
- nang （近接未来）
- na （単純未来）
- a tib'a （近接過去）
- a tia n （過去完了）

#### 畳語
語形を反復させることにより、自動詞の反復相・継続相を表現可能である。反復相と継続相は必ずしも対立するものではない。
- 反復相：動詞の第一音節のみを反復させる。例：nako（行く）→nanako（普段行く）
- 継続相：動詞全体を反復させる。例：nako（行く）→nakonako（歩く）
- 継続・反復相：継続相の動詞の第一音節を反復させる。例：nako（行く）→nakonako（歩く）→nanakonako（普段歩く）

#### 他動詞化
自動詞を他動詞化するには、語頭に ka-、語末に -a を付加する。例：nako（行く）→kanakoa（行かせる、送る）

#### 受動態
他動詞の語尾を -a → -aki にすることで受動を表現することができる。例：kanakoa（送る）→kanakoaki（送られる）

#### 動詞の否定形
否定文は動詞の直前に aki を挿入することで作られる。
- E aki ngare teuaarei. 「その男は笑わなかった」
- I a aki nakonako. 「私は歩いていない」

#### 対格接尾辞
一般名詞が後続する時の他動詞語尾は原則 -a であり、「私を〜する」「彼を〜する」など、対格代名詞を表現するときには語尾の対格接尾辞を変化させる。例えば、noora（見る）→noorai（私を見る）。単数の一部と複数では、動詞語幹と対格接尾辞の間に介入母音 -i-（一部の動詞群(2a)では -e-）を挿入する。以下に例を幾つか示す。
| 種  | 日本語     | キリバス語 | 一人称単数 | 二人称単数 | 三人称単数 | 一人称複数  | 二人称複数      | 三人称複数活動体 | 三人称複数不活動体 |
| --- | ---------- | ---------- | ---------- | ---------- | ---------- | ----------- | --------------- | ---------------- | ------------------ |
|     | （接尾辞） | -a         | -ai        | -ko        | -a         | -ira        | -ngkamii        | -ia              | -i                 |
| 1   | 見る       | noora      | noorai     | nooriko    | nooria     | nooriira    | nooringkamii    | nooriia          | noorii             |
| 1a  | 侮辱する   | taboraaea  | taboraaeai | taboraaiko | taboraaia  | taboraaiira | taboraaingkamii | taboraaiia       | taboraaii          |
| 1a' | 切る       | korea      | koreai     | koroiko    | koroia     | koroiira    | koroingkamii    | koroiia          | koroii             |
| 1n  | 使う       | bwaina     | bwainai    | bwainiko   | bwainna    | bwainiira   | bwainingkamii   | bwainiia         | bwainii            |
| 1n  | 付く       | kanimwa    | kanimwai   | kanimwko   | kanimmwa   | kanimwiira  | kanimwingkamii  | kanimwiia        | kanimwii           |
| 1n  | 伝える     | tuanga     | tuangai    | tuangko    | tuangnga   | tuangiira   | tuangingkamii   | tuangiia         | tuangii            |
| 2   | 見つける   | kunea      | kuneai     | kuneko     | kunea      | kuneiira    | kuneingkamii    | kuneiia          | kuneii             |
| 2a  | 罰する     | katuuaaea  | katuuaaeai | katuuaaeko | katuuaaea  | katuuaaeira | katuuaaengkamii | katuuaaeia       | katuuaaei          |

### 数詞
キリバス語の数詞は十進であり、akea「無」で0を表す。日本語の助数詞による個数表現と同様に、物の個数を数える際に名詞クラスによって異なる類別詞が用いられる。1から9を表す場合は以下の語尾が用いられる。
- -ua （一般に使用できる、一個）
- -aeka （種類）
- -ai （大きい魚、指、歯、木材、その他細長いもの）
- -amui / amwi （バナナやココナッツの枝）
- -ana （織物の幅）
- -ari （仏炎苞）
- -aro （習慣、伝統）
- -atao （層、階層）
- -ato （ココナッツで葺いた屋根）
- -atu （束）
- -auti （年）
- -baa （葉、紙など平たいもの）
- -baba （籠）
- -bariko （堆積物）
- -batia （包）
- -bong（日）
- -bwe （点）
- -eba （包）
- -eria （スプーン1杯）
- -euta （小さい屑）
- -iaki （10層 / 100層）
- -ibu （ヤシ酒のグラス）
- -inaki （葺き屋根の列）
- -ira （髪の毛、糸）
- -iri （パンダナス）
- -itera （部分、側）
- -itua （バネ）
- -kabatiku
- -kai （木、低木、土地、釣り針など）
- -kiba （飛行、跳躍、飛び込み）
- -kora （籠）
- -koraki （人の集団）
- -korita （一掻き）
- -kuo （液体を数える単位）
- -maem （少量）
- -maibi （断片、破片）
- -man （生き物）
- -manang （ココナッツ、パパイヤ、カボチャ半分）
- -maoto （折り、ひだ）
- -mino （一ねじり）
- -mwaang （集団の中の人）
- -mwaanga （枝）
- -mwakoro （魚の切り身、木材）
- -mwangko （カップ）
- -nako （外出）
- -ngaa （長さ、距離）
- -ngan （射撃）
- -oi （釣り用松明、木の幹）
- -onga （一口、飲み込み）
- -oro （一打ち）
- -ra （幅）
- -raka （測量単位としての歩、手、足）
- -rangata （一歩）
- -rinan （列）
- -ririki （年）
- -ritoro （葺き屋根の束）
- -roro （世代）
- -taewa （薄切り一枚）
- -tai （時間）
- -taanga （一対）
- -tatoa （一打ち）
- -tibwa （割り当て）
- -tim （一滴）
- -toro （割り当て）
- -ung （パンダナス果実）
- -waa （乗り物）

10から90の類別詞は -ua では -bwi、それ以外では -ngaun が用いられる。
|     | 語幹   | -ua             | -man               | 序数（-ua）          |
| --- | ------ | --------------- | ------------------ | -------------------- |
| 0   | akea   | -               | -                  | -                    |
| 1   | te     | teuana          | temanna            | te moa               |
| 2   | uo/ua  | uoua            | uoman              | te kauoua            |
| 3   | ten(i) | tenua           | teniman            | te kateniua          |
| 4   | a      | aua             | aman               | te kaaua             |
| 5   | nima   | nimaua          | niiman             | te kanimaua          |
| 6   | ono    | onoua           | onoman             | te kaonoua           |
| 7   | it(i)  | itiua           | itiman             | te kaitiua           |
| 8   | wan(i) | waniua          | waniman            | te kawaniua          |
| 9   | ruai   | ruaiua          | ruaman             | te karuaiua          |
| 10  | -      | tebwina         | tengaun            | te katebwina         |
| 11  | -      | tebwi ma teuana | tengaun ma temanna | te katebwi ma teuana |
| 12  | -      | tebwi ma uoua   | tengaun ma uoman   | te katebwi ma uoua   |
| 13  | -      | tebwi ma tenua  | tengaun ma teniman | te katebwi ma tenua  |
| 20  | -      | uabwi           | uangaun            | te uabwi             |
| 30  | -      | tenibwi         | teningaun          | te tenibwi           |
| 40  | -      | abwi            | angaun             | te abwi              |
| 50  | -      | nimabwi         | nimangaun          | te nimabwi           |
| 60  | -      | onobwi          | onongaun           | te onobwi            |
| 70  | -      | itibwi          | itingaun           | te itibwi            |
| 80  | -      | wanibwi         | waningaun          | te wanibwi           |
| 90  | -      | ruabwi          | ruangaun           | te ruabwi            |
| 100 | -      | tebubua         | tebubua            | te tebubua           |

分数を表す場合、ka-[数詞語幹]-mwakoro によって分母を表現する。「半分」を表す場合は専用の単語 itera を使用する。また、分母が10以上の場合、ka-[数詞語幹] ni mwakoro のように、ni を間に挟む。
|      | キリバス語                            |
| ---- | ------------------------------------- |
| 1/2  | itera                                 |
| 2/3  | uoua te katenimwakoro                 |
| 3/4  | teniua te kaamwakoro                  |
| 4/5  | aua te kanimamwakoro                  |
| 5/10 | nimaua te katebwina ni mwakoro        |
| 5/16 | nimaua te katebwi ma onoua ni mwakoro |

## キリバス語の表記
キリバス語はラテン文字で表記される。文字で表記されたのは1860年代にプロテスタントの宣教師ハイラム・ビンガム・ジュニアが初めてであり、聖書をキリバス語に翻訳した際に導入された。長母音と長子音はキリバス独立（1979年）以来、文字を2つ連続させて表現されている。なお、ビンガム・ジュニアと当初のローマ・カトリック宣教師（1888年）は、母音字を2つ連続させていなかった。軟口蓋鼻音（/ŋ ŋː/）と硬口蓋化された両唇音（/pˠ mˠ/など）にはいくつかの表記法が使われている。/pˠ mˠ/の表記には、/p m/と同じ（b, m）、wを後置（bw, mw）、アポストロフィを後置（b', m'）のパターンがある。
| 文字 | A   | AA   | B   | BW   | E   | EE   | I   | II   | K   | M   | MM   | MW   | N   | NN   | NG  | NGNG | O   | OO   | R   | T   | U   | UU   | W    |
| IPA  | /ä/ | /äː/ | /p/ | /pˠ/ | /e/ | /eː/ | /i/ | /iː/ | /k/ | /m/ | /mː/ | /mˠ/ | /n/ | /nː/ | /ŋ/ | /ŋː/ | /o/ | /oː/ | /ɾ/ | /t/ | /u/ | /uː/ | /βˠ/ |

## 語彙

### 語彙の借用
ポリネシアの諸言語とギリシャ語を除き、借用語の多くは英語からの借用である。借用する際はキリバス語の音韻にしたがって、適宜、子音の変更や母音の挿入が行われる。英語からはka（車 < 英: car）、auti（家 < 英: house）といった日常的な語彙も多く借用されている。ギリシャ語からはerene（ギリシャ < 希: Έλλην）、ebikebo, ebikobo（司教 < 希: επίσκοπος）など、地名やキリスト教関連の語彙が宣教師によって借用されている。ポリネシアの言語からは、momi（真珠 < ハワイ語: momi）、kaibuke（船 < マオリ語: kaipuke）などの語彙が借用されている。

### 他言語へのキリバス語の影響
ギルバート諸島とエリス諸島がイギリスの保護領であった20世紀に、キリバス語の語彙がツバル語へ借用された。例えば、karewe（甘い） > ツバル語: kareve（トディー）、maneaba（村の集会所）> ツバル語: maneapa（島の集会所）といった語彙が借用されている。

### 表現
| 日本語                          | キリバス語                                        |
| ------------------------------- | ------------------------------------------------- |
| こんにちは                      | Ko na mauri.（単数）/ Kam na mauri.（複数）       |
| ご機嫌いかがですか              | Ko uara?（単数）/ Kam uara?（複数）               |
| ありがとう                      | Ko rabwa.（単数）/ Kam rabwa.（複数）             |
| どういたしまして                | Te raoi.                                          |
| さようなら                      | Ti a boo.                                         |
| あなたの名前は何ですか          | Antai aram?                                       |
| 私は…です                       | Arau ....                                         |
| わかりません                    | I aki oota.                                       |
| 知りません                      | I aki ataia.                                      |
| ...はキリバス語で何と言いますか | E kangaa n te taetae ni Kiribati te taeka ae .... |